# Elektrocardiogram

Ontstaan van het elektrisch veld in het hart en daarmee het principe van het ecg

Een elektrocardiogram, ecg of ekg (in Nederland in de volksmond vaak hartfilmpje genoemd) is een registratie van de elektrische activiteit van de hartspier. Het apparaat waarmee dit gemeten wordt heet een elektrocardiograaf. Een spiercel trekt samen onder invloed van natrium-, kalium- en calciumionen die door de celmembraan heen en weer worden getransporteerd. Het ladingstransport en de elektrische activiteit gaan vooraf aan de mechanische activiteit.
Het aan de buitenkant van het lichaam afgeleide ecg is een registratie van de resulterende som van al die afzonderlijke potentialen van alle hartspiercellen samen in de tijd. De gemeten elektrische spanning is in de orde van grootte van 1 millivolt, er is dus gevoelige apparatuur nodig. Ook moet de patiënt goed stilliggen om de meting niet door de activiteit van andere spieren te storen.
Uit een ecg is veel informatie te krijgen over de werking van de hartspier, met name bij ritmestoornissen. Over de pompwerking van het hart geeft het echter alleen op indirecte wijze informatie. Bij zuurstoftekort van de hartspier zijn ook karakteristieke afwijkingen zichtbaar.
De Nederlandse arts Willem Einthoven heeft een zeer vooraanstaande rol gespeeld bij de ontwikkeling van de elektrocardiografie. Hij vond in Leiden het ecg uit als diagnostisch instrument en ontving daarvoor de Nobelprijs voor de Fysiologie of Geneeskunde in 1924.

## Elementen van het ecg

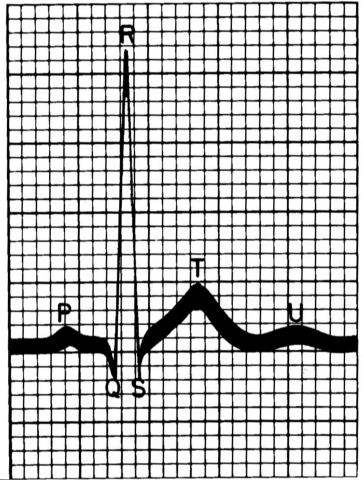
Normaal schematisch ecg, afleiding I

Het ecg wordt van links naar rechts gelezen. Een 'groot' hokje (vijf kleine hokjes) komt bij een registratiesnelheid van 25 mm per seconde overeen met 0,2 seconden; een klein hokje is dus 0,04 seconden. Twee grote verticale hokjes (10 streepjes, 1 cm) komt overeen met 1 millivolt (mV). Op een ecg staat normaal gesproken een ijkstreep, omdat andere standen van de recorder mogelijk zijn, wat de juiste beoordeling kan verstoren als de beoordelaar zich daarvan niet bewust is.
Een serieus probleem bij het opnemen van een ecg is de meestal aanwezige stoorspanning van het lichtnet, die doorgaans groter is dan de te meten spanningen. Met een verschilversterker kan deze stoorspanning, die over het hele lichaam doorgaans ongeveer gelijk is, weggewerkt worden. Een deel van deze ten opzichte van het zeer laagfrequente ecg-signaal blijft herkenbaar in de 'dikte' van het ecg-signaal tussen de opeenvolgende QRS-complexen en is voor de beoordeling van hartfilmpjes inmiddels bijna onmisbaar, hoewel het met de huidige techniek eenvoudig is om het stoorsignaal helemaal te verwijderen.
Op het ecg zijn als belangrijkste elementen de 'P-golf', het 'QRS-complex' en de 'T-golf' te zien; na de T-golf volgt soms nog een zichtbare 'U-golf'. Zowel de grootte als de tijdsduur van en tussen deze elementen geven informatie, evenals de verschillen tussen metingen gedaan vanuit verschillende richtingen ten opzichte van het hart (afleidingen).

## De afzonderlijke toppen
P-golfDe P-golf (het kleine, eerste bobbeltje in de basislijn op de illustratie) is het resultaat van de depolarisatie van de hartboezems. Hierna wordt de depolarisatie een poosje opgehouden in de AV-knoop; deze is te klein om op het ecg direct waarneembaar te zijn. Na ongeveer een tiende seconde gaat de depolarisatie verder in het tussenschot (septum) tussen de hartkamers of ventrikels. Hier begint de hartspier van de kamers zelf te ontladen en samen te trekken. De depolarisatie verloopt eerst via het septum naar de punt van het hart toe en loopt daarna weer vanaf de hartpunt over de kamerwanden, dus de elektrische activiteit poolt in het QRS-complex vaak om.
QRS-complexDe eerste, naar beneden gerichte uitslag na de P-top, vóór een positieve top, heet q of Q (klein of groot), de tweede, positieve uitslag r of R, de negatieve uitslag die daarna eventueel nog volgt heet s of S. Samen vormen deze het QRS-complex.
T-top en U-golfNa de depolarisatie volgt weer een tijd van elektrische rust, waarna de T-top volgt die fysiologisch het gevolg is van het langzame transport van natrium- en kaliumionen om de potentiaal van de hartspiercellen weer te normaliseren, de repolarisatie, waarna de hartspier klaar is voor een volgende depolarisatie. De precieze oorzaak van de soms waarneembare U-golf is nog altijd niet bekend. Een van de hypotheses is dat de U-golf overeenkomt komt met de repolarisatie van de papillairspieren.
PQ- en ST-segmentTussen de zo aangeduide elektrische toppen en dalen bevinden zich het PQ-segment en het ST-segment. De PQ-tijd wordt gemeten vanaf het begin van de P-top tot het begin van het QRS-complex en kan bij hartritmestoornissen en problemen in de AV-knoop veranderd zijn. Bij het ST-segment is juist niet de duur, maar vooral de spanning van belang: is het ST-segment lager gelegen dan de basislijn, dan kan er sprake zijn van 'ischemie': zuurstoftekort van de hartspier; gaat het juist omhoog, dan kan een hartinfarct gaande zijn. Hierop zijn echter wat variaties mogelijk.
PTa-segmentHet PTa-segment is de fase tussen het einde van de P-top en het begin van het QRS-complex. De fase verloopt normaliter isoëlektrisch. Indien sprake is van een aflopend PTa-segment of PTa-segmentdepressie kan sprake zijn van een pericarditis of een atriaal infarct.
TijdsdurenDe afzonderlijke fasen van het ecg vallen normaal gesproken binnen bepaalde normen voor het tijdsverloop. Een QRS-complex mag niet langer dan 0,12 seconde duren, de PQ-tijd niet meer dan 0,22 seconde. Bij de beoordeling van de QT-tijd is ook de hartfrequentie van belang.
Waarom is het QRS-complex groter dan de P-golf?Het QRS-complex komt overeen met de depolarisatie van de ventrikels (kamers), wat wil zeggen dat de ventrikel contraheert (samentrekt) en daarbij het bloed uit het hart pompt (=ejectie). De P-golf komt dan weer overeen met de depolarisatie van de atria (boezems). Hierbij wordt het bloed van de atria naar de ventrikels gepompt. Het QRS-complex is groter dan de P-golf omdat de ventrikels groter zijn dan de atria en ook meer spiervezels hebben, zodat er een grotere contractie ontstaat. Dit is dan ook te merken op het ecg.

## Afleidingen

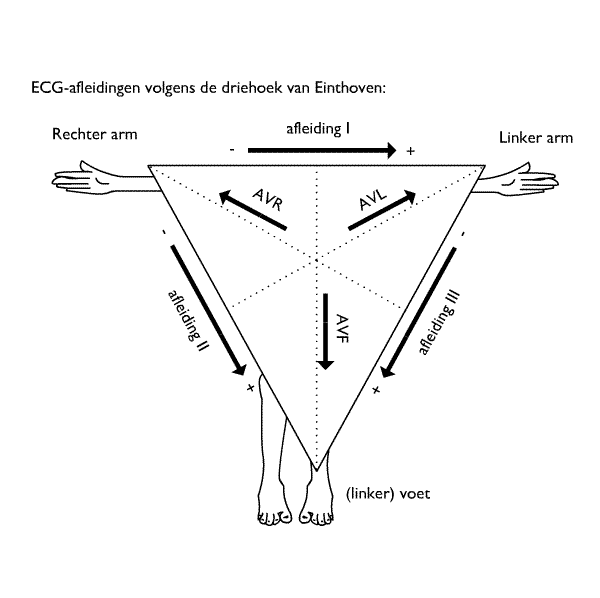
Afleidingen van het ecg

De gemeten uitslagen wisselen sterk met de plaats op het lichaam waar de spanning wordt gemeten. Standaard worden elektroden aan de linker- en rechterarm en het linkerbeen bevestigd. Hiermee zijn de volgende afleidingen te maken: (LA = linkerarm etc.) 
- I (RA t.o.v. LA)
- II (RA t.o.v. LB)
- III (LA t.o.v. LB)
- aVR (RA t.o.v. gecombineerde LA en LB)
- aVL (LA t.o.v. gecombineerde RA en LB)
- AVF (LB t.o.v. gecombineerde LA en RA)

en de zes precordiale afleidingen: langs een traject op de borstkas worden een zestal contacten gemaakt genaamd V1-V6. De anatomisch correcte plaatsen zijn: 
- V1 - 4e intercostaalruimte (ICR, ruimte tussen de ribben in) net rechts van het borstbeen
- V2 - 4e ICR net links van het borstbeen
- V3 - midden tussen V2 en V4
- V4 - 5e ICR in de medioclaviculaire lijn
- V5 - tussen V4 en V6
- V6 - 5e ICR in de mid-axillaire lijn

Allerlei criteria voor ecg-beoordeling gaan uit van een correcte plaatsing van de elektroden. 
Een ecg dat niet op de juiste wijze is gemaakt, kan niet betrouwbaar gebruikt worden bij de diagnostiek.
Tegenwoordig kan door ambulancepersoneel direct ter plaatse een 12-afleidingen-ecg worden gemaakt. Op basis van de bevindingen wordt de behandeling begonnen.
Het is overigens mogelijk dat er weliswaar elektrische hartactiviteit is, maar geen effectieve pompwerking (polsloze elektrische activiteit (PEA), vroeger  elektromechanische dissociatie genoemd). Als correctie van deze situatie niet mogelijk is, zal de patiënt na enkele minuten overlijden. Dit wordt vooral gezien tijdens reanimaties.

## Naamgeving
Het ecg wordt ook wel hartfilmpje genoemd. Het gebruik stamt nog uit de beginperiode van het ecg toen de afleidingen met licht op lichtgevoelige drager werd gemaakt.